# Rogeria subarmata
Rogeria subarmata é uma espécie de formiga do gênero Rogeria, pertencente à subfamília Myrmicinae.